# Масакр на Црном врху
Масакр на Црном Врху је злочин који су починили страни плаћеници муџахедини као припадници Армије Босне и Херцеговине у току рата у Босни и Херцеговини.
Црни Врх је локација у Босни и Херцеговини, у близини тромеђе између територија општина Тешањ (ФБиХ), Жепче (ФБиХ) и Теслић (РС). Као највиша тачка на простору између три поменуте општине, Црни Врх је био важан стратешки положај током рата у Босни и Херцеговини, а како се налази и на тромеђи подручја насељених Србима на западу, Хрватима на југу и Бошњацима на сјеверу, у току рата заузимале су га и губиле све три зараћене стране.
Средином септембра 1992. године, три српска војника задужена за доставу хране војницима у рововима на линији фронта залутали су и нашли се на територији под контролом Армије Босне и Херцеговине. Ту су их непријатељски војници заробили и одсјекли им главе. Са одсјеченим главама су се фотографисали, а затим их однијели у град Тешањ гдје су их показивали на тешањској кули, и по улицама града Тешња.
Када су наредни пут српски војници заузели територију Црног Врха у напуштеним муслиманским рововима су пронађене и поменуте фотографије, које су затим путем разних новинских агенција обишле цио свијет.
Тројица убијених војника били су Благоје Благојевић и Ненад Петковић из Јасенове код Теслића и Бранислав Ђурић из Горњег Теслића.

## Кристофер Казе
У 2011. години неки медији са простора бивше Југославије писали су да је један од муџахедина са поменутих фотографија био француски држављанин Кристофер Казе. Казе је био припадник групе криминалаца из француског града Рубеа, који су деведесетих година прешли у ислам, а од којих су се неки почетком рата у Босни и Херцеговини прикључили муслиманским снагама. Казе је био љекар, а једно вријеме је провео радећи у Зеничкој болници.

## Ексхумација
Главе нису пронађене ни након двадесет пет година. Почетком 2013. године вршена су ископавања посмртних остатака на неколико локација у околини Тешња, за која се претпостављало да се врше у потрази управо за тим главама.